# Chuck Russell
Charles „Chuck“ Russell (* 6. August 1952 in Highland Park, Illinois) ist ein US-amerikanischer Regisseur, Filmproduzent und Drehbuchautor.
Russell begann seine Laufbahn im Filmgeschäft als Produzent Ende der 1970er Jahre und war auf diesem Gebiet bis Mitte der 1980er Jahre hinein tätig. Sein Debüt als Regisseur gab er 1987 mit dem dritten Teil der Filmreihe Nightmare on Elmstreet, Nightmare III – Freddy Krueger lebt. Weitere Regiearbeiten schlossen sich an, darunter Action- und Horrorfilme. Gelegentlich ist er dabei auch als Drehbuchautor tätig. Seine bekanntesten Filme, bei denen er Regie führte, sind Die Maske (1994) und Eraser (1996). Die Maske war Russells bisheriger größter finanzieller Erfolg. Mit Witchboard (2024) inszenierte er eine Neuinterpretation von Witchboard – Die Hexenfalle.
Russell ist verheiratet und hat einen Sohn.

## Filmografie (Auswahl)
Als Regisseur
- 1987: Nightmare III – Freddy Krueger lebt (A Nightmare on Elm Street 3: Dream Warriors)
- 1988: Der Blob (The Blob)
- 1994: Die Maske (The Mask)
- 1996: Eraser
- 2000: Die Prophezeiung (Bless the Child)
- 2002: The Scorpion King
- 2016: Rage – Tage der Vergeltung (I Am Wrath)
- 2019: Junglee
- 2022: Paradise City: Endstation Rache (Paradise City)
- 2024: Witchboard

Als Produzent
- 1985: Lipstick & Ice Cream
- 1986: Mach’s noch mal, Dad (Back to School)
- 2024: Witchboard

Als Drehbuchautor
- 1984: Dreamscape – Höllische Träume (Dreamscape)
- 1987: Nightmare III – Freddy Krueger lebt (A Nightmare on Elm Street 3: Dream Warriors)
- 1988: Der Blob (The Blob)
- 2019: Junglee
- 2022: Paradise City: Endstation Rache (Paradise City)
- 2024: Witchboard